# Peter Gerety
Peter Gerety (Providence, Rhode Island; 17 de mayo de 1940) es un actor estadounidense.

## Carrera
Gerety es un veterano del teatro, cine y televisión. A principios de 1992, actuó con gran éxito de crítica en Broadway en Conversations with My Father, protagonizada por Judd Hirsch, y en Hothouse de Harold Pinter. Desde entonces, ha actuado en muchas más obras tanto dentro como fuera de Broadway, más recientemente en The Lieutenant of Inishmore de Martin McDonagh.
A finales de la década de 1990, se unió al elenco del drama policial Homicide: Life on the Street producido por Barry Levinson. Interpretó al Agente del FBI Franklin Morgan en la adaptación estadounidense de corta duración de Life on Mars. También, en la última temporada de Brotherhood como Martin Kilpatrick. Aparece en la serie Prime Suspect de la NBC del 2011, como el padre de Maria Bello.
En 2013, Gerety interpretó a John Cotter en la obra de Broadway Lucky Guy de Nora Ephron, con Tom Hanks. En 2017, Gerety interpretó a Otto Bernhardt, el patriarca de la serie Sneaky Pete de Amazon Prime. 

## Filmografía
- The House of Mirth (1981) como Jack
- The Demon Murder Case (1983) como Andrew Brooks
- First Affair (1983) como Taxista
- Concealed Enemies (1984) como Edwin H. Fearon
- The House of God (1984) como Hombre #1
- The Little Sister (1985) como el oficial Burke
- Papa Was a Preacher (1985) como Billy Kilgore
- A Case of Deadly Force (1986) como Bobby Doyle
- Ollie Hopnoodle's Haven of Bliss (1988) como Gertz
- The Kennedys of Massachusetts (1990) como conductor irlandés
- Complex World (1992) como Biker
- Return to Lonesome Dove (1993) como Thompkins / Vaquero
- Wolf (1994) como George
- Cagney & Lacey: The Return (1994) como Sgt. Matt Nelson
- Miracle on 34th Street (1994) como policía
- Homicide: Life on the Street (1996) como Stuart Gharty
- Sleepers (1996) como abogado (desacreditado)
- Mrs. Winterbourne (1996) como el Padre Brian Kilraine
- Surviving Picasso (1996) como Marcel
- Public Morals (1996) como Neil Fogerty
- Arresting Gena (1997) como Mr. Patterson
- Montana (1998) como Mike
- Went to Coney Island on a Mission from God... Be Back by Five (1998) como Maurice
- The Legend of Bagger Vance (2000) como Neskaloosa
- The Curse of the Jade Scorpion (2001) como Ned
- K-PAX (2001) como Sal
- Hollywood Ending (2002) como psiquiatra
- Ash Wednesday (2002) como Tío Handy
- Pinocchio (2002)
- People I Know (2002) como Norris Volpe
- The Wire (2002–2008) como el juez Daniel Phelan
- Virgin (2003) como Mr. Reynolds
- Second Best (2004) como Marshall
- Looking for Kitty (2004) como Gus Maplethorpe
- Indocumentados (2004) as O'Brien
- Runaway (2005) como Mo
- War of the Worlds (2005) como Hatch Boss / Load Manager
- Syriana (2005) como Leland Janus
- Things That Hang from Trees (2006) como Ump
- Inside Man (2006) como el capitán Coughlin
- The Black Donnellys (2007) como Bob The Mouth
- Charlie Wilson's War (2007) como Larry Liddle
- Phoebe in Wonderland (2008) como Dr. Miles / Humpty Dumpty
- Stop-Loss (2008) como Carlson
- Leatherheads (2008) como comisionado
- Changeling (2008) como Dr. Earl W. Tarr
- The Loss of a Teardrop Diamond (2008) como Mr. Van Hooven
- Paul Blart: Mall Cop (2009) como Jefe Brooks
- My Dog Tulip (2009) como Mr. Plum / Pugilist (voz)
- Public Enemies (2009) como Louis Piquett
- The Good Wife (2010) como Juez Timothy Stanek
- Rubicon (2010) como David Hadas
- Prime Suspect (2011) como Desmond Timoney
- Get the Gringo (2012)
- Flight (2012) como Avington Carr
- Muhammad Ali's Greatest Fight (2013) como William Brennan
- God's Pocket (2014) como McKenna
- Cymbeline (2014) como Dr. Cornelius
- A Most Violent Year (2014) como Bill O'Leary
- Daredevil (2015) como Samuel Silke
- Sneaky Pete (2015-2019) como Otto Bernhardt
- Mercy Street (2016) como Dr. Alfred Summers
- Change in the Air (2018) como Arnie Bayberry
- Ray Donovan (2019-2020) como James Sullivan
- Working Man (2020) como Allery Parke[2]
- El estrangulador de Boston (2023) como Eddie Corsetti[3]